# Alexandre Kaminski
Pour les articles homonymes, voir Kaminski.
Alexandre Stepanovitch Kaminski (en russe : Александр Степанович Каминский) ou Kamenski (Каменский), né le 10 décembre 1829 et mort à Moscou le 17 décembre 1897, est un architecte russe qui exerça essentiellement à Moscou et sa banlieue.
Un des architectes les plus prolifiques et talentueux des années 1860-1880, Kaminski fut particulièrement éclectique, montrant la même habileté dans les styles néogothique et Néorenaissance russes.
On lui doit notamment la galerie marchande Tretiakovski Proïezd (ru), qui existe encore aujourd'hui, la cathédrale Saint-Michel-Archange de Sotchi et la cathédrale du monastère de Nikolo-Ougrecha (ru) à Ougrecha aujourd'hui Dzerjinski.

## Biographie
Né dans une famille noble de la région de Kiev, Kaminski étudia l'architecture de 1848 à 1857 à l'Académie impériale des beaux-arts à Saint-Pétersbourg, où il eut comme professeur Konstantin Thon. Par ailleurs, son frère, Joseph Kaminski, était chef de chantier de Thon pour la construction de la cathédrale du Christ-Sauveur de Moscou. Servant de liaison entre Thon basé à Saint-Pétersbourg et les ouvriers de Moscou, Alexandre Kaminski y acquit sa première expérience.
Après son diplôme, ayant obtenu une bourse impériale, il voyagea à travers l'Europe de 1857 à 1861. Il rencontra à Paris Pavel Tretiakov, issu d'une influente famille d'industriels moscovites et collectionneur d'œuvres d'art. De retour à Moscou, son amitié avec les Tretiakov lui permit d'obtenir ses premières commandes. En 1862, il épousa Sophia Tretiakov, sœur de Pavel ; jusqu'à la fin de la carrière, il demeura l'architecte de cette famille.
Depuis 1867, Kaminski était également architecte pour la Société des marchands de Moscou, ambitieux consortium immobilier, sis rue Neglinnaïa, qui réhabilita le quartier de Kitaï-gorod. Parmi ses plus réalisations les plus célèbres pour la Société, peuvent être cités les propres bureaux de celle-ci, rue Neglinnaïa, mais également la reconstruction de la Bourse, rue Ilinka. Si la reconstruction de bâtiments historiques fut la principale occupation de Kaminski, il bâtit aussi des bâtiments publics et de spacieux immeubles traditionnels, notamment les immeubles Tchetverikov, voie Kolpatchni, et Karataïeva-Morozova, voie Leontievski et réaménagea l'immeuble Tretiakov au coin de la rue Neglinnaïa. Éclectique, Kaminski ne se limitait pas à un seul style ; à l'instar de Thon, il s'adaptait aux fonctions du bâtiment et au budget de ses commanditaires.
Durant près de trente ans, Kaminski enseigna à l'École de peinture, de sculpture et d'architecture de Moscou, formant au sein de son entreprise ses étudiants diplômés (parmi ceux-ci, on compte Ivan Machkov, Ilia Bondarenko et Max Hoeppener). Il prit avec lui dans son atelier un ancien élève de l'école, Franz Schechtel, qui deviendra un architecte fameux de Moscou.
Sa carrière d'architecture s'arrêta toutefois net, lorsqu'en 1888 s'écroula un bâtiment que son entreprise avait construit sur Kouznetski Most. Reconnu coupable de grave négligence, Kaminski fut condamné à six semaines d'emprisonnement. Cette affaire le poursuivit durant les cinq années suivantes. En désespoir de cause et désireux de promouvoir ses réalisations, il fonda et dirigea de 1890 à 1892 la Revue artistique des architectes et ingénieurs russes (Художественный сборник работ русских архитекторов и инженеров, Khoudojestvenny sbornik rabot rousskikh arkhitektorov i injenerov).
Il mourut toutefois en 1897, n'étant pas parvenu à retrouver des commandes et ayant perdu en 1893 son contrat avec la Société des marchands. Sa dernière œuvre, une église à Sarov, fut achevée en 1903.

## Source
- (en) Cet article est partiellement ou en totalité issu de l’article de Wikipédia en anglais intitulé « Alexander Kaminsky » (voir la liste des auteurs).